# ダイナモ!
『ダイナモ!』は宝塚歌劇団によって制作された舞台作品。宝塚・東京・地方公演の形式名は「ダイナミック・ショー」。雪組公演。宝塚・東京は16場。作・演出は小原弘稔。併演作品は『たまゆらの記』。

## 公演期間と公演場所
- 1988年7月1日 - 8月9日　宝塚大劇場[1]
- 1988年11月3日 -11月29日　東京宝塚劇場[2]
- 1989年4月15日 - 4月30日　地方公演[3]（4月15日・一宮、16日・多治見、18日・竜ヶ崎、20日・伊勢崎、21日・浦和、22日・市川、23日・茅ヶ崎、25日・和歌山、27日・松阪、28日・知多、29日・大津、30日・瀬戸）
- 1989年5月2日 - 5月7日　福岡市民会館[3]

## スタッフ　（宝塚・東京）
※氏名の後ろに「宝塚」、「東京」の文字がなければ両劇場共通。
- 作曲・編曲：吉崎憲治[1]・高橋城[1]
- 編曲：橋本和明[1]
- 音楽指揮：橋本和明（宝塚）[1]、伊沢一郎（東京）[2]
- 振付[1]：羽山紀代美・山田卓・アキコ・カンダ・家城比呂志
- 装置[1]：石濱日出雄・関谷敏昭
- 衣装：任田幾英[1]
- 照明：今井直次[1]
- 小道具：万波一重[1]
- 効果：中屋民生[1]
- 音響監督：松永浩志[1]
- 演出補：村上信夫[1]
- 演出助手：石田昌也[1]
- 舞台進行：豊田登[1]
- 制作：高野賢一[1]
- 製作担当：前田昭（東京）[2]

## 配役

### 宝塚・東京
※下記のデータは両劇場共通。
- ダイナモ、レーザー、ミラクル、騎士①、紳士 - 平みち[1][2]
- 踊る光S、シンディ、王女、淑女 - 神奈美帆[1][2]
- レーザー・ボーイ、青年、騎士②、紳士 - 杜けあき[1][2]
- 貴族 - 真咲佳子[1][2]
- 歌手、紳士 - 北斗ひかる[1][2]・奈々央とも[1][2]
- 淑女[1][2] - 仁科有理・明都ゆたか
- シンガー、青年、紳士 - 一路真輝[1][2]
- 光の美女、歌う娘 - 紫とも[1][2]・鮎ゆうき[1][2]
- エトワール - 桂あさひ[1][2]

### 地方公演・福岡
※下記のデータは両公演共通。
- ダイナモ、レーザーボーイ、青年、シンガー、踊る男、紳士 - 杜けあき[3]
- 踊る光、歌う娘、踊る娘、淑女 - 鮎ゆうき[3]
- 歌う男、青年、紳士 - 一路真輝[3]
- ミラクル・ダイナモ、歌う青年 - 北斗ひかる[3]
- ミス・シンディ、踊るレディー、歌う娘、淑女 - 仁科有理[3]